# Wilder Westerwald
Wilder Westerwald ist ein deutscher Spielfilm von Bernd Löhr mit Ellen ten Damme und Claudia Michelsen in den Hauptrollen.

## Handlung
Lisa ist in einem verschlafenen Dorf im Westerwald aufgewachsen. Als sie sechs Jahre alt war, wollte sie die Bezaubernde Jeannie sein; als sie dreizehn wurde, stand sie stundenlang vor dem Spiegel und sang wie Suzi Quatro. Mit neunzehn waren ihre Haare grellrot und die Augenlider tiefschwarz – und sie langweilte sich beinahe zu Tode. Jetzt ist sie fast dreißig und wartet immer noch auf die große Überraschung in ihrem Leben. Sie trennt sich von ihrem Freund, als sie erfahren hat, dass sie ein Kind von ihm erwartet, und kehrt zum ersten Mal seit Jahren wieder in ihr kleines Dorf zurück. Dort begegnet sie Verena, einer jungen Friseurin aus Bulgarien, die in der Hoffnung auf ein schillerndes Leben jenseits der billigen Dauerwellen und tristen Schaufenster nach Deutschland gereist ist, um einen Mann zu heiraten, der ihr per Video-Annonce vermittelt wurde.

## Kritiken
„Zwei in ihrer Spielfreude noch ungebrochene Darstellerinnen, ein wunderbarer Kameramann und ein Regisseur, der mit lakonischer Gestaltungskraft Geschichten nicht bloß behauptet, sondern in emotionale Bilder verpackt – in die Idee von der Heimat als hübsche Glaskugel und imaginärer Ort: zeitlos, irgendwo.“ (epd Kirche und Rundfunk Nr. 55 vom 15. Juli 1995, S. 32)
„Wilder Westerwald ist ein Heimatfilm über Heimatlose, der nebenbei eine zartbittere Lesben-Romanze andeutet.“ (die tageszeitung, 8. Juli 1995)
„Heimat – das war zu Hause, Mutter und Vater, das Dorf, die Natur, Kindheit und ein komisches Gefühl. Heimat, wie sie der Absolvent der Berliner Film- und Fernsehakademie Bernd Löhr, 32, zeigt, das ist mütterlicher Vorwurf, Enge, Männerprotzerei, Weiberklatsch, Kuhmist und ein bisschen Glück am Bach, wenn man ordentlich einen gesoffen hat. Im „neuen Heimatfilm“ sind sich nur die Fremden nicht fremd, und so schließen Lisa (Claudia Michelsen), die verlorene Tochter und geschwängerte Rocksängerin, und Verena (Ellen ten Damme), die eingekaufte Ostbraut aus Bulgarien, Freundschaft. Löhr erzählt eine traurige, bluesschwere Geschichte. Wenn die Sterne funkeln, droht der Kitsch, aber sein Blick auf die Heimat bleibt unbestechlich.“  (Der Spiegel, Nr. 27 vom 9. Juli 1995, S. 204)